# 夜の鼓
『夜の鼓』（よるのつづみ）は、1958年に公開された今井正監督の日本の時代劇映画。
近松門左衛門の1706年の浄瑠璃『堀川波鼓』を元に、新藤兼人と橋本忍が脚色した。 

## スタッフ
以下のスタッフ名は特に記載がない限りKINENOTEに従った。
- 監督 - 今井正
- 脚本 - 新藤兼人、橋本忍
- 製作 - 山田典吾
- 原作 - 近松門左衛門 浄瑠璃『堀川波鼓』 [2]
- 撮影 - 中尾駿一郎
- 美術 - 水谷浩
- 音楽 - 伊福部昭
- 録音 - 空閑昌敏
- 照明 - 平田光治
- 編集 - 河野秋和

## キャスト
- 三國連太郎 - 小倉彦九郎 [1]
- 有馬稲子 - 妻お種 [1]
- 雪代敬子 - 妹お藤 [1]
- 中村万之助 - 弟文六 [1]
- 森雅之 - 宮地源右衛門 [1]（鼓師）
- 奈良岡朋子 - 女中おりん [1]
- 東恵美子[3]
- 殿山泰司 - 政山三五平 [1]
- 日高澄子 - 政山の妻おゆら [3]
- 毛利菊枝 - 祖母菊 [1]
- 菅井一郎 - 太田四郎兵衛 [1]
- 柳永二郎 - 米林外記 [1]
- 金子信雄 - 磯部床右衛門 [1]
- 松本染升 - 成山忠太夫 [1]
- 東野英治郎 - 黒川又左衛門 [1]
- 夏川静江 - 黒川の妻なか [3]
- 島田屯 - 仲間又平 [1]
- 陶隆 - 間瀬平馬 [1]
- 浜村純 - 和久田市之進 [1]
- 加藤嘉 - 間瀬平馬 [3]
- 草薙幸二郎[3]
- 利根伺郎[3]
- 原田甲子郎[3]
- 夏田隆史[3]
- 五十嵐康雄[3]

## 受賞
- 1958年度 第32回キネマ旬報[4]
  - 脚本賞 橋本忍 『隠し砦の三悪人』『夜の鼓』『張込み』[5]。
  - 日本映画ベストテン第6位 『夜の鼓』（今井正監督）
- 1958年 第13回毎日映画コンクール スタッフ部門 脚本賞 橋本忍 『張込み』『鰯雲』『夜の鼓』[5][6]